# W Dolinie Muminków
W Dolinie Muminków – powieść dla dzieci autorstwa Tove Jansson. Trzecia książka o przygodach Muminków.

## Zarys fabuły
Muminek, Włóczykij i Ryjek znajdują Czarodziejski Kapelusz. Nieświadomi drzemiących w nim mocy, zabierają go do domu Muminków.

## Adaptacje
Na podstawie przedstawionej w książce historii powstało 8 odcinków serialu Opowiadania Muminków i 8 odcinków serialu Muminki.